# Pierre Goffart
Pour les articles homonymes, voir Goffart.
Pierre Goffart est un footballeur français né le 25 juin 1928 à Valenciennes (Nord) et mort le 17 décembre 2008 à Villers-Pol. Il a joué attaquant (ailier) à l'US Valenciennes-Anzin. 

## Carrière de joueur
- US Valenciennes-Anzin (1949-1952)

## Palmarès
- Finaliste de la Coupe de France 1951 (avec l'US Valenciennes-Anzin)